# 파밍 시뮬레이터
《파밍 시뮬레이터》(Farming Simulator)는 자이언트 소프트웨어가 개발한 농장 시뮬레이션 비디오 게임 시리즈이다. 장소는 미국, 유럽, 아시아 환경을 기반으로 한다. 플레이어는 농사를 짓고, 가축을 사육하고, 농작물을 재배하고, 농업으로 생성된 자산을 판매할 수 있다.
이 게임은 총 2,500만 장 이상 판매되었으며, 모바일 다운로드는 9,000만 건을 기록했다.
이 게임은 원래 2년마다 개선, 확장 및 재출시되었으며(최신 두 가지 출시 제외), 더 나은 그래픽, 더 다양한 차량, 사용자가 수행할 수 있는 더 흥미로운 작업이 추가되었다.

## 게임 플레이
커리어 모드에서는 플레이어가 농부 역할을 맡는다. 그들의 임무는 오래된 장비와 기계를 확장하고 업그레이드하는 데 달려 있으며, 이는 작물을 수확하고 판매함으로써 달성할 수 있다. 플레이어는 지도의 주변 지역을 자유롭게 탐험하고, 몇 가지 작물 중에서 선택하여 재배하고, 추가 밭과 장비에 돈을 투자할 수 있다. 가축을 키우거나 임업으로 수입을 얻을 수도 있다.
풀 깎기, 밭 비료 주기, 화물 운송 등 시간 제한 내에 플레이어가 다양한 작업을 수행하는 동적으로 생성되는 임무가 있다. 작업이 완료되면 플레이어는 돈을 보상으로 받으며, 작업 완료 속도에 따라 보너스도 받는다(파밍 시뮬레이터 19, 22 제외).
파밍 시뮬레이터 14는 모바일 파밍 시뮬레이터 중 처음으로 멀티플레이어 모드를 갖춘 게임이다. 파밍 시뮬레이터 16은 블루투스 기능을 갖추고 있다. 현 세대 콘솔은 멀티플레이어를 지원한다(지난 세대 콘솔의 파밍 시뮬레이터는 2013 타이타늄의 모든 기능을 갖춘 게임의 첫 번째 콘솔 포트였다). 플레이스테이션 4 및 엑스박스 원용 파밍 시뮬레이터 15도 멀티플레이어 모드를 갖추고 있다.

## 게임

### PC 및 콘솔

#### 파밍 시뮬레이터 2008
파밍 시뮬레이터 2008은 파밍 시뮬레이터 게임 시리즈의 첫 공식 출시작으로 2008년 4월 14일에 출시되었다.

#### 파밍 시뮬레이터 2009
파밍 시뮬레이터 2009는 이 시리즈의 두 번째 게임이다. 2008과 동일한 지도를 리마스터했지만, 새로운 작물 유형(옥수수, 유채, 보리), 모딩 지원 및 훨씬 더 많은 기계와 같은 많은 새로운 기능이 추가되었다.

#### 파밍 시뮬레이터 2011
이 게임은 시리즈의 세 번째 게임이며, 멀티플레이어 모드가 처음으로 도입되었다. 새로운 지도의 도입으로 크게 확장되었다. Deutz-Fahr, Pöttinger, Horsch의 기계가 추가되었다(FS 2009 골드 에디션에도 포함). 암소도 이 타이틀에 추가되었다.

#### 파밍 시뮬레이터 2013
파밍 시뮬레이터 2013의 초기 출시는 2012년 10월 26일이었다. 2013년에는 파밍 시뮬레이터라는 이름으로 플레이스테이션 비타, 플레이스테이션 3, 엑스박스 360용 버전이 출시되었다. PC 출시 약 1년 후인 2013년 10월 10일에는 파밍 시뮬레이터 2013 타이타늄 에디션이라는 제목으로 대규모 업데이트 및 재출시가 이루어졌다. 이 버전에는 첫 번째 반복의 모든 이전 자산이 포함되어 있으며, "Westbridge Hills"라는 지도 형태의 미국 기반 환경과 새로운 차량이라는 새로운 콘텐츠가 추가되었다. 새로운 콘텐츠는 원래 버전의 게임을 가진 사람들을 위한 DLC 애드온으로도 출시되었다.

#### 파밍 시뮬레이터 15
파밍 시뮬레이터 15는 2014년 10월 30일에 윈도우와 맥OS로 출시되었다. 이 버전에서는 임업, 세척 가능한 차량, 41개 브랜드가 도입되었다. 기본 게임에는 약 140개, 골드 에디션 DLC 팩에는 160개의 장비가 포함되어 있다. 파밍 시뮬레이터 15는 2015년 5월 19일에 콘솔로 출시되었다.

#### 파밍 시뮬레이터 17
파밍 시뮬레이터 17은 2016년 10월 25일에 출시되었다. 파밍 시뮬레이터 2009 이후 처음으로 Fendt가 돌아왔으며, Massey Ferguson, Challenger, Valtra도 등장한다. 기본 게임에서 처음으로 대두, 해바라기, 기름 무가 재배 가능한 작물로 도입되었다. 이전 게임에서는 이러한 작물을 추가하기 위해 수정 프로그램을 다운로드해야 했다. 작물 재배 역학이 변경되어 수확량을 늘리는 다양한 방법을 사용할 수 있게 되었다. 여기에는 성장 단계 전반에 걸쳐 여러 번 밭에 비료를 주는 것, 일정 수확량 후 밭을 가는 것, 잡초를 제거하는 것, 또는 기름 무를 피복작물로 사용하는 것이 포함된다. 임무 시스템도 업데이트되어 플레이어가 다른 게임 내 농부들을 위해 일할 수 있게 되었다. 다른 추가 기능으로는 운전 가능한 기차와 게임 내 라디오가 있다. 2017년 11월 14일, 모든 플랫폼에 새로운 확장팩이 출시되었다. 이 확장팩은 새로운 지도, 사탕수수 재배, 새로운 차량 및 도구를 추가했다. 이 확장팩은 플래티넘 확장팩이라고 불리며, 모든 플랫폼에서 사용할 수 있는 시즌 패스와 함께 무료로 제공된다.

#### 파밍 시뮬레이터 닌텐도 스위치 에디션
파밍 시뮬레이터 닌텐도 스위치 에디션은 2017년 11월 7일에 출시되었다. 이것은 동일한 지도, 차량 등을 갖춘 파밍 시뮬레이터 17의 포트이다. 이 타이틀에 대한 DLC는 출시되지 않았다.

#### 파밍 시뮬레이터 19
파밍 시뮬레이터 19는 2018년 11월 20일에 출시되었다. 주요 새로운 기능으로는 그래픽 엔진 재설계 및 말 사육과 귀리 및 면화 작물 추가가 포함된다. 이 게임에는 디어 앤 컴퍼니 기계가 처음으로 등장하며, 고마쓰, Rau, Wilson trailer 등이 추가되었다. 파밍 시뮬레이터 19에는 37개의 Claas 기계(예약 구매 시 41개)가 포함된 플래티넘 확장팩도 있다. 6번째 DLC는 Kverneland & Vicon DLC로, Kverneland 및 Vicon의 20개 장비가 포함되어 있으며, FastBale; 중단 없는 라운드 베일 래퍼 등이 있다. 7번째 DLC인 Alpine Farming은 2020년 11월 12일에 출시되었다. 이 DLC는 'Erlengrat'라고 불리는 새로운 지도와 AEBI 및 Rigitrac을 포함한 새로운 라이선스 기계, 그리고 Bührer의 복귀를 특징으로 한다. 기본 게임과 두 개의 확장팩 및 여섯 개의 DLC가 포함된 파밍 시뮬레이터 19: 앰배서더 에디션은 PC, 플레이스테이션 4 및 엑스박스 원으로 2022년 6월 21일에 출시될 예정이다.

#### 파밍 시뮬레이터 C64 에디션
PC 버전용 컬렉터스 에디션 보너스로 파밍 시뮬레이터 19와 함께 출시되었다.

#### 파밍 시뮬레이터 22
파밍 시뮬레이터 22는 2021년 11월 22일에 출시되었다. 계절 순환, 기어 변속, 수확된 작물 및 가축 생산품의 생산 체인, 포도, 올리브나무, 수수 형태의 새로운 작물, 그리고 400개 이상의 차량 및 도구를 특징으로 한다. 또한 새로운 기능으로 다이렉트X 12, 패럴랙스 오클루전 매핑, 오클루전 컬링, 텍스처 스트리밍 및 템포럴 앤티앨리어싱과의 호환성이 추가되었다. 2022년 11월 15일에 플래티넘 확장팩이 출시되었다. 이 확장팩에는 새로운 임업 테마 지도 "Silverrun Forest"와 40개의 새로운 기계(주로 Volvo BM 브랜드), 대부분은 임업용으로 사용되는 기계가 포함되어 있다. 또한 나무 표시 및 컨테이너, 윈치, 야더를 포함한 새로운 목재 운송 방법이 도입되었다. 두 번째 주요 확장팩은 2023년 11월 14일에 출시되었다. 이 확장팩에는 'Zielonka'라는 새로운 중앙유럽 지도와 당근, 파스닙, 홍당무와 같은 새로운 작물이 포함되어 있다. 또한 새로운 공장과 생산 체인, 15개 브랜드(그 중 4개는 시리즈에 처음 등장: Dewulf, Gorenc, Agrio & WIFO)가 포함된 35개 이상의 새로운 전문화된 기계가 포함되어 있다.

#### 파밍 시뮬레이터 25
파밍 시뮬레이터 25는 2024년 11월 12일에 출시되었다. 더 나은 날씨 효과와 그림자 렌더링을 특징으로 하는 새로운 Giants Engine 10이 특징이다. 또한 버팔로 사육뿐만 아니라 쌀, 시금치와 같은 새로운 작물, 400개 이상의 차량 및 도구가 새롭게 추가되었다. 처음으로 아시아 테마 지도가 기존의 미국 및 유럽 지도 외에 바로 제공되었다.

#### 파밍 시뮬레이터 16 비트 에디션
PC 버전용 컬렉터스 에디션 보너스와 특별 한정판 출시 세가 제네시스/메가 드라이브 카트리지로 파밍 시뮬레이터 25와 함께 출시되었다.

### 모바일

#### 파밍 시뮬레이터 2012
파밍 시뮬레이터 2012는 2012년에 닌텐도 3DS, iOS, 안드로이드용으로 출시되었다. 3DS 버전은 3D 그래픽도 지원했다.

#### 파밍 시뮬레이터 14
파밍 시뮬레이터 14는 2013년 11월 18일에 iOS, 안드로이드, 윈도우 폰, 플레이스테이션 비타용으로 출시되었으며, 이전 버전보다 모바일 플랫폼에서 더 세련되고 캐주얼한 게임 경험을 제공한다. 이 게임에는 10-20개의 브랜드가 포함되어 있다.

#### 파밍 시뮬레이터 16
파밍 시뮬레이터 16은 2015년 5월 8일에 iOS, 안드로이드, 윈도우 폰, 플레이스테이션 비타용으로 출시되었다. 흥미롭게도 이 게임은 2023년 11월에 업데이트되어 디어 앤 컴퍼니 7230 R 트랙터가 포함되었는데, 이 브랜드는 2018년의 파밍 시뮬레이터 19까지 프랜차이즈에 포함되지 않았다.

#### 파밍 시뮬레이터 18
이 게임은 닌텐도 3DS, iOS, 안드로이드, 플레이스테이션 비타용으로 출시될 예정이라고 발표되었다. 2017년 6월 6일에 출시되었다. 이 게임에는 총 28대의 운전 가능한 차량과 48개의 장비가 포함되어 있다. 이 게임은 미국 사막/초원 지역을 나타내는 지도를 특징으로 한다.

#### 파밍 시뮬레이터 20
이 게임은 2019년 12월 3일에 iOS 및 안드로이드용으로 출시되었다. 이 게임에는 총 25대의 운전 가능한 차량과 91개의 장비가 포함되어 있다. 더 많은 운전 가능한 차량과 장비를 특징으로 하지만, 목재 및 프론트 로더와 같은 많은 기능이 부족하다. 최근 버전과 달리 파밍 시뮬레이터 20에는 다양한 지형, 차량 서스펜션, 1인칭 시점, 걸어 다닐 수 있는 기능, 여러 새로운 수익성 있는 작물 가축, 업데이트된 경제, 파밍 시뮬레이터 19와 유사한 새로운 렌더링 엔진과 같은 새로운 기능이 포함되어 있다.

#### 파밍 시뮬레이터 23
파밍 시뮬레이터 23은 2023년 5월 23일에 iOS/안드로이드 및 닌텐도 스위치용으로 출시되었다. 이 게임에는 100개의 장비가 포함되어 있으며, 닌텐도 스위치에는 130개의 장비가 포함되어 있다. 파밍 시뮬레이터 22와 마찬가지로 제초, 생산 체인, 새로운 작물: 포도, 올리브, 수수가 도입되었다. 또한 닭이 처음으로 등장하는 모바일 버전이다.

### 출시 역사
2017년 닌텐도 스위치 단독 에디션을 포함하여 9개의 주요 시리즈 타이틀과 5개의 모바일 타이틀이 있다. 레트로 시스템용 "보너스 타이틀"도 두 가지가 있다.
| 이름                                               | 출시일                                      | 플랫폼                                                                   | 동물 종류                                    | 기본 지도                                 | DLC 지도                                      |
| -------------------------------------------------- | ------------------------------------------- | ------------------------------------------------------------------------ | -------------------------------------------- | ----------------------------------------- | --------------------------------------------- |
| 파밍 시뮬레이터 2008                               | 2008년 4월 14일                             | 마이크로소프트 윈도우                                                    | 없음                                         | Giants Island                             | 없음                                          |
| 파밍 시뮬레이터 2009                               | 2009년 3월 30일                             | 마이크로소프트 윈도우                                                    | 없음                                         | Giants Island                             | 없음                                          |
| 파밍 시뮬레이터 2011                               | 2010년 10월 29일                            | 마이크로소프트 윈도우, 맥 OS X                                           | 암소                                         | ?                                         | 없음                                          |
| 파밍 시뮬레이터 2012                               | 2012년 3월 30일                             | 안드로이드, iOS, 닌텐도 3DS                                              | 없음                                         | ?                                         | 없음                                          |
| 파밍 시뮬레이터 2013                               | 2012년 10월 25일                            | 마이크로소프트 윈도우, 맥 OS X, 플레이스테이션 3, 엑스박스 360           | 암소, 양, 닭                                 | Hagenstedt                                | Westbridge Hills                              |
| 파밍 시뮬레이터 14                                 | 2013년 11월 28일                            | 안드로이드, iOS, 윈도우 폰, 닌텐도 3DS, 아마존 킨들, PS 비타, 크롬OS     | 암소                                         | ?                                         | 없음                                          |
| 파밍 시뮬레이터 15                                 | PC: 2014년 10월 30일, 콘솔: 2015년 5월 19일 | 마이크로소프트 윈도우, macOS, PS4, PS3, 엑스박스 360, 엑스박스 원 X/S    | 암소, 양, 닭                                 | Bjornholm, Westbridge Hills               | Sosnovka                                      |
| 파밍 시뮬레이터 16                                 | 2015년 5월 8일                              | 안드로이드, iOS, 윈도우 폰, 파이어 OS, PS 비타, 마이크로소프트 윈도우    | 암소, 양                                     | ?                                         | 없음                                          |
| 파밍 시뮬레이터 17                                 | 2016년 10월 25일                            | 마이크로소프트 윈도우, macOS, PS4, 엑스박스 원                           | 암소, 양, 닭, 돼지                           | Goldcrest Valley, Sosnovka                | Estancia Lapacho                              |
| 파밍 시뮬레이터 18                                 | 2017년 6월 6일                              | 안드로이드, iOS, 닌텐도 3DS, PS 비타                                     | 암소, 양, 돼지                               | ?                                         | 없음                                          |
| 파밍 시뮬레이터 닌텐도 스위치 (파밍 시뮬레이터 17) | 2017년 11월 7일                             | 닌텐도 스위치                                                            | 암소, 양, 닭, 돼지                           | Goldcrest Valley, Sosnovka                | 없음                                          |
| 파밍 시뮬레이터 19                                 | 2018년 11월 20일                            | 마이크로소프트 윈도우, MacOS, PS4, 엑스박스 원                           | 암소, 양, 닭, 돼지, 말, 개                   | Ravenport, Felsbrunn                      | Erlengrat                                     |
| 파밍 시뮬레이터 C64 에디션                         | 2018                                        | 코모도어 64                                                              | 없음                                         | ?                                         | 없음                                          |
| 파밍 시뮬레이터 20                                 | 2019년 12월 3일                             | 안드로이드, iOS, 닌텐도 스위치                                           | 암소, 양, 돼지, 말                           | Blue Lake Valley                          | 없음                                          |
| 파밍 시뮬레이터 22                                 | 2021년 11월 22일                            | 마이크로소프트 윈도우, MacOS, PS4, PS5, 엑스박스 원, 엑스박스 시리즈 X/S | 암소, 양, 닭, 돼지, 말, 개, 벌               | Elmcreek, Erlengrat, Haut-Beyleron        | Silverrun Forest, Zielonka, Horsch AgroVation |
| 파밍 시뮬레이터 23                                 | 2023년 5월 23일                             | 안드로이드, iOS, 닌텐도 스위치                                           | 암소, 양, 닭, 돼지, 말                       | Amberstone, Neubrunn                      | 없음                                          |
| 파밍 시뮬레이터 25                                 | 2024년 11월 12일                            | 마이크로소프트 윈도우, MacOS, PS5, 엑스박스 시리즈 X/S                   | 암소, 양, 닭, 돼지, 말, 개, 벌, 버팔로, 염소 | Riverbend Springs, Hutan Pantai, Zielonka | 없음 (현재 기준)                              |
| 파밍 시뮬레이터 16 비트 에디션                     | 2024년 11월 12일                            | 세가 메가 드라이브                                                       | 없음                                         | ?                                         | 없음                                          |

## E스포츠
자이언트 소프트웨어는 2019년에 E스포츠 리그를 설립했다. 약 12개의 팀이 존재하며, 이들 중 다수는 농업 장비 회사들의 후원을 받는다. 게임 시리즈의 목적처럼 농장을 운영하는 대신, 대회는 주어진 시간 제한 내에 가장 높은 점수의 건초 묶음을 내려놓는 3대3 경기이다.

## 평가
파밍 시뮬레이터 시리즈의 평가는 모든 타이틀에서 엇갈렸으며, 비평가들은 그 편안함과 현실적인 기계 및 차량의 다양성을 칭찬했다. 일부는 게임의 반복성과 흥미로운 메커니즘의 부족을 비판했지만, 다른 사람들은 그러한 특징이 시뮬레이터에서 예상되어야 한다고 주장한다. 이 시리즈는 농업 산업에 대한 지식이 있는 청중을 대상으로 하지만, 일반적으로 농부와 비농부 모두에게 인기가 있다.